# Recursos educativos abiertos

Logo mundial REA, creado en 2012 por UNESCO.

Los recursos educativos abiertos o REA (en inglés: Open Educational Resources, OER) están constituidos por diferentes tipos de documentos o material multimedia cuyos fines tienen relación con la educación flexible, en concreto, con la enseñanza-aprendizaje, la evaluación y la investigación. Su principal característica es la de estar  "plenamente disponible para ser usado por educadores y estudiantes, sin la necesidad de pagar regalías o derechos de licencia".
Los REA se encuentran en internet y pueden ser reutilizados, modificados y compartidos por diferentes personas, en la web. En la misma están disponibles varios repositorios de REA. Estos recursos incluyen: contenidos formativos (cursos, publicaciones, software educativo), herramientas (software para poder desarrollar, utilizar, reutilizar contenido) y recursos de implementación (licencias de propiedad intelectual para promover un buen uso del contenido)
El término fue adoptado por primera vez por la Unesco, en el foro de 2002, organismo que los define como: "La provisión de recursos educativos abiertos, habilitados por las tecnologías de la información y la comunicación, para la consulta, uso y adaptación por una comunidad de usuarios con fines no comerciales"
El concepto de (REA) hace referencia a recursos educativos (mapas curriculares, materiales de curso, libros de apoyo, creación de videos, aplicaciones, etc. Todo material que haya sido creado con el fin educativo) este tipo de recursos lo pueden estudiantes profesores sin necesidad de pagar.
Los recursos educativos abiertos (REA) han sido clave en la innovación y transformación educativa en el proceso de enseñanza -aprendizaje de manera colaborativa, nos brinda la oportunidad de cooperar y compartir información y actividades a través de la comunicación oportuna, facilitan el intercambio de conocimientos, desarrollan capacidades y permiten el acceso universal a un aprendizaje de calidad.

## Alcance y naturaleza

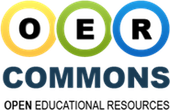
Logo de OER Commons.

No debe confundirse el concepto de REA con el de aprendizaje abierto o educación abierta. La diferencia entre estos términos radica en que la educación abierta o aprendizaje abierto suponen implicaciones sustancialmente mayores que el compromiso de liberar recursos abiertos o el uso de los REA en programas educativos, porque la educación abierta o aprendizaje abierto implican un sistema de evaluación y acreditación, apoyo continuo al estudiante, planes de estudios, dispositivos para reconocer conocimientos previos, por citar algunos ejemplos. El aprendizaje abierto es producto de la concepción de educación cuyo objetivo es eliminar las barreras al aprendizaje y, al mismo tiempo, proporcionar a los estudiantes la posibilidad de éxito dentro de un sistema de educación centrado en sus necesidades específicas.
Existen numerosas definiciones para referirse a los REA. Estos incluyen cursos completos, materiales para cursos, módulos, libros de texto, transmisión de videos, pruebas, ejercicios, juegos, software y cualquier otra herramienta, materiales o técnicas utilizadas para apoyar el acceso al conocimiento". Los contenidos licenciados de manera abierta pueden ser producidos en cualquier medio: textos en papel impreso, recursos audiovisuales o multimedia para computadoras.
La Organización para la Cooperación y el Desarrollo Económicos (OCDE) define a los REA como: "materiales digitalizados ofrecidos libres y abiertos a educadores, estudiantes y autodidactas para su uso y reutilización en la enseñanza, el aprendizaje, y la investigación. Los REA incluyen contenidos de aprendizaje, herramientas de software para desarrollar, utilizar y distribuir contenidos y recursos de implementación, como las licencias abiertas". Cabe destacar que esta es la definición citada por el proyecto hermano de Wikipedia, la Wikiversidad.
A modo de comparación, el Commonwealth of Learning ha adoptado la definición más amplia de recursos educativos abiertos «materiales ofrecidos libre y abiertamente para utilizarlos y adaptarlos a la enseñanza, el aprendizaje, el desarrollo y la investigación".
En el proyecto WikiEducator se sugiere que los REA se refieren "a los recursos educativos (planes de estudio, exámenes, programas de estudios, módulos de instrucción, simulaciones, etc.) que están libremente disponibles para su uso, la reutilización, la adaptación y el intercambio".

Versión alternativa del logotipo OER en inglés.

Las definiciones anteriores exponen algunas ideas de los puntos álgidos que existen con los REA:
- Origen del recurso: mientras que algunas de las definiciones señalan que el recurso a ser producido debe tener una finalidad educativa explícita, otros amplían este origen e incluyen cualquier recurso que potencialmente se pueda utilizar para el aprendizaje.
- Grado de apertura: la mayoría de las definiciones señalan que un recurso se colocará en el dominio público. Otras establecen que el uso se concederá solamente con fines educativos, excluyendo a usos comerciales.

Asimismo, estas definiciones comparten algunas características comunes:
- Cubren tanto el uso y la reutilización, modificación de los recursos y la redefinición de sus fines.
- Incluyen el uso libre de profesores y alumnos para propósitos educativos.
- Abarcan todos los tipos de medios de comunicación digital.[16]

Dada la diversidad de usuarios, creadores y patrocinadores de los recursos educativos abiertos, no es sorprendente encontrar una gran variedad de métodos, requisitos y otro tipo de recursos. Por esta razón, puede ser muy útil tener en cuenta las diferencias entre las distintas descripciones de los REA, ya que describen como se consideran a sí mismos.
Una de las varias tensiones que existen para llegar a una descripción de consenso de los REA (como vemos en las definiciones anteriores) es si debe existir un énfasis explícito alrededor de determinadas tecnologías. Por ejemplo, un video puede tener licencia abierta y utilizarse libremente sin ser necesariamente un video publicado por streaming. Un libro puede tener licencia abierta y utilizarse libremente sin ser un documento electrónico. Esta tensión impulsada por la tecnología está profundamente vinculada con el discurso de licencias de código abierto.

## Historia
El término objetos de aprendizaje fue acuñado en 1994 por Wayne Hodgins y rápidamente ganó adeptos entre los educadores y diseñadores de sistemas de instrucción, que popularizaron la idea de que los materiales digitales pueden ser diseñados para permitir una fácil reutilización en una amplia gama de situaciones de enseñanza y aprendizaje.
El movimiento REA se originó a partir de la evolución de la educación abierta a distancia (ODL, por sus siglas inglés) y en el contexto más amplio de la cultura del conocimiento abierto, código abierto, libre intercambio y la colaboración entre pares, que surgió a finales del siglo XX. Los REA y el software libre/abierto, por ejemplo, tienen muchos aspectos en común. Esta conexión fue establecida en primer lugar en 1998 por David Wiley, quien introdujo el concepto de contenido abierto, por analogía con el código abierto.
Al MIT OpenCourseWare se le atribuye el haber desatado el movimiento mundial pro recursos educativos abiertos en 2001 después de anunciar que iba a ofrecer en línea todo su catálogo de cursos y el lanzamiento de este proyecto en 2002. En una primera manifestación de este movimiento, el MIT realizó una alianza con la Universidad Estatal de Utah, donde el profesor adjunto en tecnología educativa David Wiley, creó una red de apoyo entre pares para la distribución del contenido del OCW, a través de comunidades voluntarias de autoorganización de intereses.
El término recursos educativos abiertos fue adoptado por primera vez en el Foro de la Unesco sobre el Impacto de los Cursos Abiertos de Educación Superior en los países en desarrollo, del 2002.
En el marco del Congreso Mundial de Recursos Educativos Abiertos se elabora la Declaración de París sobre los Recursos Educativos Abiertos en la que se establecen las siguientes recomendaciones a los Estados miembro:
1. Fomentar el conocimiento y el uso de los recursos educativos abiertos.
2. Crear entornos propicios para el uso de las tecnologías de la información y la comunicación (TIC).
3. Reforzar la formulación de estrategias y políticas sobre recursos educativos abiertos.
4. Promover el conocimiento y la utilización de licencias abiertas.
5. Apoyar el aumento de capacidades para el desarrollo sostenible de materiales de aprendizaje de calidad.[24]
6. Impulsar alianzas estratégicas en favor de los recursos educativos abiertos.
7. Promover la elaboración y adaptación de recursos educativos abiertos en una variedad de idiomas y de contextos culturales.
8. Alentar la investigación sobre los recursos educativos abiertos.
9. Facilitar la búsqueda, la recuperación y el intercambio de recursos educativos abiertos.
10. Promover el uso de licencias abiertas para los materiales educativos financiados con fondos públicos.[25]

En 2005 el Centro para la Investigación e Innovación Educativa (CERI) de la OCDE puso en marcha un estudio que duró 20 meses para trazar una escala y analizar el alcance de las iniciativas relativas a los recursos educativos abiertos en cuanto a su objeto, el contenido y la financiación. El informe “Dar conocimiento de forma gratuita: La aparición de los recursos educativos abiertos”, publicado en mayo de 2007, es el principal resultado del proyecto, que involucró a una serie de expertos reunidos en 2006.
En septiembre de 2007, el Open Society Institute y la Fundación Shuttleworth convocaron una reunión en Ciudad del Cabo a la que treinta de los principales defensores de la educación abierta fueron invitados para colaborar en la redacción de un manifiesto. La "Declaración de Educación Abierta de Ciudad del Cabo" fue publicada el 22 de enero de 2008, instando a gobiernos y editores a que los materiales educativos sean financiados con los fondos públicos disponibles y sin costo alguno a través de Internet. En 2015, en la Declaración de Qingdao, se establece: "Nos comprometemos a formular estrategias y programas de fortalecimiento de capacidades sectoriales para aprovechar plenamente el potencial que tienen los REA de aumentar el acceso a oportunidades de aprendizaje durante toda la vida y conseguir una educación de calidad."
Existen antecedentes pedagógicos para los recursos educativos abiertos; uno de ellos está relacionado con el artista de performance de origen alemán Joseph Beuys, quien en 1973 crea la Universidad Libre Internacional para la Creatividad y la investigación Interdisciplinaria (Free International University for Creativity and Interdisciplinar Research).
Está institución fue creada para que las personas reconocieran sus propias capacidades creativas. Su pedagogía no era competitiva, además de que la oferta académica era abierta e interdisciplinaria, pues en ella colindaban los estudios culturales, la sociología y la economía, esta última no estando restringida a la cuestión monetaria, sino a formas alternativas de capital, es decir, la creatividad de las personas.

## Características
Las características de los recursos educativos abiertos son las siguientes:
- Accesibilidad: son recursos disponibles de manera gratuita para todas las personas de cualquier lugar incluido personas que habitan en zonas rurales e incluso personas que tienen condición de discapacidad.
- Re usabilidad: pueden ser modificados, utilizados y también se puede crear obras intelectual a partir de otras ya existentes.
- Flexibilidad: permite a los docentes y estudiantes adaptar a las necesidades específicas de su entorno, es decir, se los puede modificar y adecuar.
- Interoperabilidad o facilidad a ser adaptado e interconectado entre diferentes hardware, dispositivos o herramientas.
- Sostenibilidad: funcionamiento correcto organizado y documentado de acuerdo a los cambios de versiones, de software, etc.
- Metadatos o descripciones que posibilitan su indexación, almacenamiento, búsqueda y recuperación con acceso libre los mismos que puedan ser encontrados y utilicen.

La incorporación de REA a la práctica diaria, no es una acción fácil, al contrario, es un proceso de aprendizaje y enseñanza que permite:
1. Ser consciente de la existencia de los REA y tener acceso a éstos.
2. Compartir algún recurso creado en lugar de limitarse a utilizar los ya existentes.
3. Modificar recursos disponibles con el objetivo de adaptar un recurso particular.
4. Realizar modificaciones; para ello, se toman distintos recursos para nutrirlos entre ellos.
5. Crear nuevos ambientes para REA involucrando a los estudiantes en su descubrimiento, uso y reutilización.[32]

## Composición
Los REA están compuestos de: recursos educativos (videos, imágenes, archivos, documentos), herramietas (aplicaciones para desarrollo de contenido y comunidades de aprendisaje), material de apoyo (contenido educativo abierto, con licencias de propiedad intelectual, contenido y técnicas que permita aportar el conocimiento a docentes y estudiantes) y enlaces (permite compartir el material, recurso de manera permanete, promoción, uso y difusión del contenido).

## Licencias y tipos
Los recursos educativos abiertos, a menudo, implican cuestiones relacionadas con los derechos de la propiedad intelectual; así, con frecuencia, se cree que los contenidos que se encuentran bajo una licencia abierta pertenecen al dominio público, y que su autor renuncia a todos sus derechos sobre ese material. Esto no es así. En realidad, las licencias abiertas tiene por finalidad proteger los derechos de autor dentro de ambientes en los que dichos contenidos, en especial los que se encuentran en formato digital, pueden ser no solo fácilmente copiados sino también compartidos en la Internet sin la autorización de su autor.
Los materiales educativos tradicionales, como los libros de texto, están protegidos por las condiciones convencionales de los derechos de autor. Sin embargo, opciones de licencia alternativas, más flexibles, han aparecido como resultado de la labor de Creative Commons, una organización que ofrece acuerdos de licencia predefinidos que son menos restrictivos que los términos internacionales de copyright estándar "todos los derechos reservados". Estas nuevas opciones se han convertido en una "infraestructura de servicio crítica para el movimiento OER". Otra licencia, normalmente utilizada por los desarrolladores de software REA, es la Licencia Pública GNU.
Existe un debate en curso dentro de la comunidad REA respecto a la idea de que exista una dependencia implícita sobre la concesión de licencias explícitamente. Por ejemplo, el conocimiento que es de dominio público puede o no ser considerado como un recurso educativo abierto legítimo en función de si la ausencia de una licencia abierta le impide cumplir con los diferentes criterios de apertura o no. En relación con el debate sobre la concesión de licencias también se encuentra la discusión sobre si la reutilización de una licencia puede o no indicarse con claridad.
Algunos de los tipos de recursos educativos abiertos son: cursos completos, materiales para cursos, módulos, objetos de aprendizaje, libros de texto con licencia abierta, artículos de investigación, videos con licencia abierta (a menudo sin interrupción), exámenes, aplicaciones (incluyendo aplicaciones móviles), software y materiales o técnicas utilizadas para apoyar el acceso al conocimiento. Los REA pueden estar disponibles como recursos estáticos abiertos, dinámicos y libres, que cambian con el tiempo en el intervalo de la búsqueda de conocimiento y su actualización (por ejemplo, este artículo de Wikipedia), o un curso o módulo con una combinación de estos recursos.

## Licencias Creative Commons
El objetivo del Creative Commons es desarrollar bienes comunes distribuidos en los titulares de la información. La idea es fomentar el respeto a la propiedad intelectual y su oportuno reconocimiento. Se basan en el derecho de autor. Sin embargo ofrecen a los autores la oportunidad de flexibilizar los derechos patrimoniales que ceden o se reservan, generando un texto de validez legal que es compatible con las leyes de distintas jurisdicciones. Las seis licencias contemplan diversas posibilidades, aunque todas permiten la copia legal, y todas obligan a reconocer la autoría de la obra.

## Políticas de los recursos abiertos
Las políticas de los recursos educativos abiertos son los principios o postulados adoptados por los órganos de gobierno que apoyan de la utilización de contenido abierto y su uso en las instituciones educativas. Estas políticas están surgiendo en países, estado/provincia y cada vez más a nivel local.
Algunos programas REA importantes incluyen:
- OER África,[37] una iniciativa establecida por el Instituto Sudafricano de Educación a Distancia (Saide) orientada a desempeñar un papel preponderante en el desarrollo y uso de RAE en todos los sectores educativos del continente africano.[38]
- Wikiwijs[39] (los Países Bajos), un programa destinado a promover el uso de los recursos educativos abiertos (REA) en el sector educativo holandés,[40]
- El programa de recursos educativos abiertos (fases uno[41] y dos[42]) (Reino Unido), financiado por la HEFCE, la Academia de Educación Superior del Reino Unido y la JISC, que han apoyado proyectos piloto y actividades en torno a la liberación de recursos de aprendizaje abierto, para su libre uso y reutilización en todo el mundo.
- REA-Brasil que desde 2008 se constituyó como una comunidad dedicada a la difusión y capacitación de personas que contribuyan a la creación de REA esta organización logró que se incluyeran los REA en los objetivos del Plan Nacional de Educación Brasileño.
- Creative Commons alberga un registro de políticas de recursos educativos abiertos en el que se enumeran 77 políticas actuales y propuestas de educación abierta de todo el mundo.[43]
- En la actualidad, la licencia Creative Commons es la más conocida y la más utilizada ya que ofrece varias opciones. La versión más restrictiva da a los usuarios el derecho de descargar el recurso y compartirlo siempre que se mencione y enlace al autor o desarrollador, pero sin posibilidad de cambiar el contenido de ninguna manera o utilizarlo para fines comerciales. Mientras que, otras versiones dan más independencia a los usuarios. Esto significa que mientras “abierto” significa “sin costo”, esto no implica que no existan condiciones.[44]

En 2015 la Unesco publicó las Directrices para los Recursos Educativos Abiertos en la educación superior en donde se formulan propuestas para la integración de los REA en la educación superior con el propósito de invitar o estimular a los gobiernos e instituciones a "invertir en la producción, adaptación y utilización sistemáticas de los REA e integrarlos al contexto cotidiano de la educación superior con la finalidad de mejorar la calidad de los planes de estudio y la enseñanza, además de reducir costos".
Así mismo, la Unesco publica sobre los tipos de recursos educativos abiertos por tipo de discapacidad en el que manifiesta la presencia de variados recursos que puedan ser utilizados en casos de discapacidades generales, auditivas, motrices, de habla, visuales y de aprendizaje.

## Localización
La vasta y diversa cantidad de REA disponibles generó la preocupación de facilitar la localización de dichos recursos en la web. Así se surgieron dos herramientas de ayuda para localizar recursos de calidad: los motores de búsqueda especializados y los repositorios institucionales.

### Motores de búsqueda
Algunos de los más populares son el buscador Creative Commons y el Open Educational Resources.

### Repositorios REA
Existen varios repositorios de recursos educativos abiertos, que se pueden usar en diferentes disciplinas y áreas del conocimiento con el propósito de facilitar y enriquecer el proceso de aprendizaje. En estos sitios se pueden encontrar bases de datos bibliográficos, cursos y programas curriculares, módulos didácticos, guías de estudiante, videos, podcast, ensayos, manuales, libros, presentaciones, mapas, animaciones, tutoriales, recursos interactivos, objetos de aprendizaje, imágenes, materiales interactivos (como simulaciones), test, pruebas, estudios de caso, entre otros.
Algunos de estos repositorios pertenecen a una institución y se enfocan los materiales que publica esa organización, así como también existen repositorios especializados en una temática.
También cabe destacar las bibliotecas escolares digitales, estas son un conjunto organizado de recursos en formato digital, ya sean documentos, libros, mapas, revistas, periódicos y materiales audiovisuales, y que se utilizan en el ámbito educativo. Las bibliotecas escolares digitales son consideradas un recurso educativo en etapas como la educación primaria, la educación secundaria y el bachillerato.
Los diferentes repositorios de REA adoptan criterios de calidad para incluir y organizar su contenido. Aunque los repositorios puedan concebirse como un filtro de contenidos de calidad, la pertinencia de un recurso en una situación de enseñanza y aprendizaje queda en manos de los responsables educativos.

"En última instancia, la responsabilidad de asegurar la calidad de los REA utilizados en entornos de enseñanza y aprendizaje recaerá sobre la institución, los coordinadores de programa/curso y los educadores individuales responsables por realizar la actividad docente [...] Por lo tanto, la ‘calidad de los REA’ dependerá de los recursos que decidan usar, de cómo deciden adaptarlos para que sean contextualmente relevantes y de cómo los integran a la enseñanza y al aprendizaje de actividades de diversa índole"
(UNESCO, 2015, p.13)

## Apoyo institucional

Logotipo de la Unesco.

Gran parte de los primeros trabajos sobre recursos educativos abiertos han sido financiados por universidades y fundaciones, como la Fundación William and Flora Hewlett, que fue el principal apoyo financiero de los REA en los primeros años y se ha gastado más de US$ 110 millones en el período de 2002 a 2010, de los cuales más de US$ 14 millones se destinaron al MIT. La Fundación Shuttleworth, centrada en proyectos relacionados con la colaboración para la creación de contenidos, ha contribuido también. El gobierno británico contribuyo con £ 5.7m, este apoyo institucional también ha sido proporcionado por los organismos de financiación del Reino Unido JISC y HEFCE.
La Unesco ha tomando un papel de liderazgo en "la concienciación de países sobre el potencial de los REA". La organización ha promovido el debate sobre cómo aplicar los REA en la práctica y presidido intensos debates sobre esta materia a través de su International Institute for Educational Planning (IIEP). [cita requerida]
Creyendo que los REA pueden ampliar el acceso hacia una educación de calidad, sobre todo cuando son compartidos por muchos países e instituciones de educación superior, la Unesco aboga por los REA como un medio de promover el acceso, la equidad y la calidad en el espíritu de la Declaración Universal de los Derechos Humanos. En 2012 se aprobó, durante el Congreso Mundial sobre los Recursos Educativos Abiertos celebrado en la Unesco, la Declaración de París sobre los recursos educativos abiertos.

### Programas internacionales
Grandes esperanzas se han depositado en los REA para paliar la brecha digital entre el Norte y el Sur del planeta, y para hacer una contribución al desarrollo de las economías menos avanzadas.
- Europa - Learning Resource Exchange for schools (LRE) es un servicio puesto en marcha por European Schoolnet en 2004 permitiendo a los educadores encontrar recursos educativos abiertos en varios idiomas, de muchos países y proveedores diferentes. Actualmente, más de 200.000 recursos para el aprendizaje se pueden buscar en un portal según el lenguaje, tema, tipo de recurso y grupo de edad.[57]
- India - National Council Of Educational Research and Training. Digitalizar todos sus libros de texto es la primera norma de 12 en su estándar. Los libros de texto están disponibles en línea de forma gratuita. Central Institute of Educational Technology, unidad constituida por el NCERT ha digitalizado más de mil programas de audio y video. Todo el material AV educativo desarrollado por CIET está actualmente disponible en Sakshat Portal una iniciativa del Ministerio de Recursos Humanos y Desarrollo. Además, NROER (Repositorio Nacional de Recursos Educativos Abiertos) almacena gran variedad de contenidos en línea.[58]
- Estados Unidos - Washington State's Open Course Library Project es una colección de materiales educativos desarrollados por expertos - incluyendo libros de texto, programas de estudios, actividades de cursos, lecturas y evaluaciones - reunidos para 81 cursos universitarios superiores. Actualmente todos los cursos proporcionan una opción de alta calidad que cuesta a los estudiantes no más de 30 dólares por curso.[59]
- Bangladés es el primer país en digitalizar un conjunto completo de libros de texto para los grados 1-12.[60] La distribución es gratuita para todo el mundo.
- Uruguay buscó hasta 1000 recursos digitales de aprendizaje en una Solicitud de Propuestas en junio de 2011.[61][62]
- Corea del Sur ha anunciado un plan para digitalizar todos sus libros de texto y proporcionar a todos los estudiantes computadoras y libros de texto digitalizados.[63]
- La iniciativa de California Learning Network Resources para liberación digital de los libros de texto en el nivel de secundaria, iniciada por el exgobernador Arnold Schwarzenegger.[64]
- La Fundación Shuttleworth liberó libros de ciencias de secundaria de forma gratuita para Sudáfrica[65]
- Arabia Saudí inició en 2008 un proyecto integral para digitalizar y mejorar los libros de texto de matemáticas y ciencias en los grados K-12.[66]

### En Iberoamérica
- México tiene, a través de la Universidad Nacional Autónoma de México (UNAM), recursos educativos abiertos a todo público, por ejemplo:

1. MediaCampus.[67] - repositorio de videos y que sirve como un espacio para el material educativo producido por diferentes entidades de la UNAM,
2. English Media.[68]- contiene materiales didácticos electrónicos organizados en módulos para favorecer el logro de temas identificados como particularmente difíciles en los niveles A1 y A2 del Marco Común Europeo de Referencia.[69]
3. UAPA (Unidades de apoyo para el aprendizaje).[70] - contiene alrededor de 900 UAPA que abordan los contenidos fundamentales de bachillerato.

- El Instituto Tecnológico y de Estudios Superiores de Monterrey creó en 2007 una iniciativa basada en el movimiento de cultura libre, denominada Knowledge Hub, la cual más adelante fue nombrada TEMOA.[71]
- España - El Ministerio de Educación, Cultura y Deporte creó en 2014 el espacio de Recursos Educativos Abiertos Procomún, red social de docentes y repositorio orientado a todo tipo de recursos de Infantil, Primaria, Secundaria y Bachillerato.[72]

## Críticas

### Discurso externo
El movimiento REA ha sido acusado de la insularidad y de falta de conexión global. Es decir, se sostiene que "los REA no serán capaces de ayudar a los países a alcanzar sus metas educativas a menos que se tome conciencia de que su poder y su potencial se puede ampliar rápidamente más allá de las comunidades que ya se han interesado"
Sobre todo, las dudas se sembraron sobre los motivos altruistas reclamados por los defensores de los REA. El proyecto en sí mismo fue acusado de imperialista, dado que se sostiene que son las preferencias económicas, políticas y culturales de los países altamente desarrollados los que determinan la creación y difusión de conocimiento que puede ser utilizado por los países subdesarrollados y que esto podría constituirse en una imposición autogenerada.

### Discurso interno
Dentro del movimiento de los recursos educativos abiertos, el concepto de REA es esencialmente contradictorio y activo. Considera, por ejemplo, las concepciones del conocimiento, tal como se observan en el discurso de los cursos en línea abiertos y masivos o MOOCs que pueden ofrecer cursos gratuitos pero que luego resultan onerosos al momento de obtener una distinción al finalizar el curso o al brindar certificaciones verificadas por entidades comerciales. Un segundo ejemplo de ideas contradictorias de los REA puede encontrarse en el uso de distintos logos de los REA, lo cual puede ser interpretado como un indicador de ausencia de reconocimiento de los REA como un movimiento a nivel global.
Stephen Downes sostuvo que, desde la perspectiva conectivista, la producción de REA es irónica porque "en un análisis final, no podemos producir recursos para la gente (...) Las personas que se benefician de estas iniciativas de REA son los mismos que producen dichos recursos".